# تاورون پولسکا
تاورون پولسکا (انگلیسی: Tauron Polska) شرکت دولتی برق لهستانی است، که در زمینه تولید و توزیع برق فعالیت می‌کند.